# Зиусудра

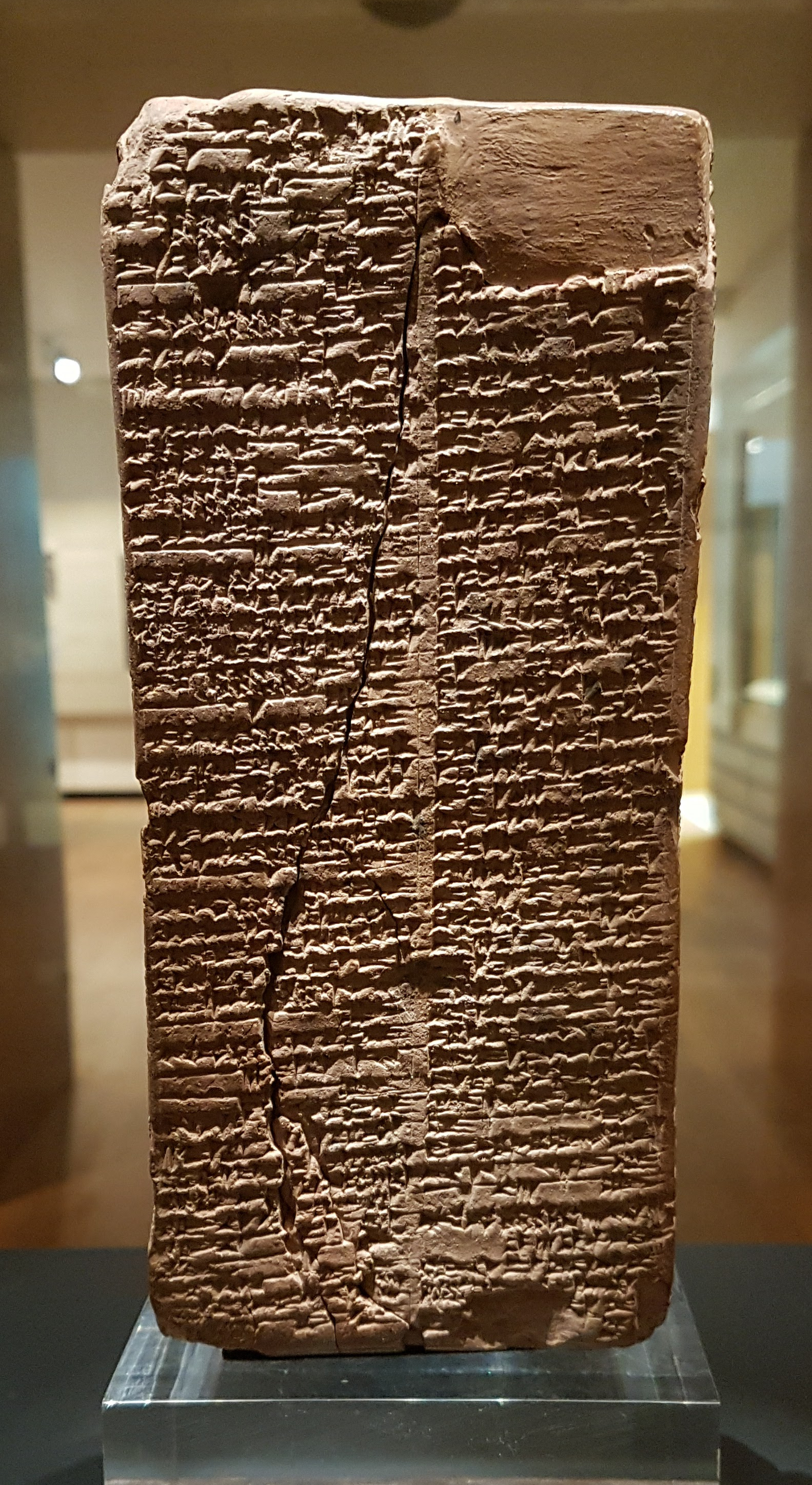
Список шумерских царей, 1800 г. до н. э., Ларса, Ирак

Зиусудра (также Зиудсудра, в вавилонских текстах Атрахасис — «превосходящий мудростью», в ассирийских — Утнапиштим; др.-греч. Xisouthros, Ξίσουθρος, Ксисутрос) — герой шумерского повествования о потопе, созданного возможно в III тысячелетии до н. э. — девятый и последний додинастический царь легендарного периода до Великого потопа.
Последний из двух известных мифических царей пятого города-государства древнего Шумера Шуруппака, расположенного на юге древней Месопотамии и правивший 36 000 лет, согласно Ниппурскому царскому списку.

## Биография
Ему приписывают божественное происхождение. Согласно царскому списку, до всемирного потопа в Шумере поочерёдно правили 9 царей в поочерёдно сменяющихся 5 городах-государствах в течение невероятных 277 200 лет. «Затем потоп смыл (страну). После того, как потоп смыл страну и царство было ниспослано с небес (во второй раз), Киш стал местом царственности». На нём закончился Ранний Династический I период.
В таблице XI Эпоса о Гильгамеше содержится рассказ Утнапиштима о том, как он оказался единственным выжившим после потопа. Фрагменты этого повествования также были найдены в царском списке при раскопках в Ниппуре в 1893 году и опубликованы в 1914 году Арно Пёбелем. Они датированы XVIII веком до н. э. В некоторых шумерских текстах Зиусудра выступает как царь города Шуруппака, поэтому есть основания полагать, что реальное историческое лицо стало прототипом мифологического героя.

## Имя
Произношение и интерпретация имени главного героя шумерского мифа о потопе долго были предметом спора учёных. Автор первого издания шумерского текста А. Пёбель предлагал читать это имя Зиугидду (zi.u4.gíd.du). Эта интерпретация продержалась в науке недолго, однако была использована в ряде книг, вышедших в 10—20-е гг. XX в. Вскоре после публикации Пёбеля было предложено другое прочтение (С. Лэнгдоном и др.): Зиусудду (zi.u4.sud.du) или Зиусудра (zi.u4.sud.rá). Последний вариант — Зиусудра с интерпретацией «Жизнь долгих дней» (или «Жизнь далеких дней») — стал наиболее распространённым и принят в научной и научно-популярной литературе до сих пор.
В последнее время в ассириологической литературе можно встретить прочтение Зиудсура (zi.ud.sù.rá). В одном из шумерских текстов также встречается написание Зисудда (zi.sùd.da). Видимо, вариант, близкий последнему, был известен Бероссу, который отобразил это имя по-гречески как Ксисутрос (Ξίσουθρος).
В истолковании имени «шумерского Ноя» обычно исходят из указаний некоторых шумерских и аккадских текстов на то, что Зиусудра обладал даром бессмертия. Аккадский «перевод» имени Зиусудра — Утнапиштим («Он обрёл жизнь») — также поддерживает эту интерпретацию. У. Олбрайт перевёл имя Зиусудду как «Затопленный свет жизни» (The submerged light of life).